# Sebasteia (byzantinisches Thema)
Das Thema von Sebasteia (altgriechisch θέμα Σεβαστείας) war ein byzantinisches Thema im nordöstlichen Kappadokien und Kleinarmenien (heutige Türkei). Es wurde 911 eingerichtet und bestand bis zu seinem Fall an die Seldschuken nach der Schlacht bei Manzikert im Jahr 1071.

## Geschichte
Ursprünglich war das Gebiet des späteren Themas Teil des Themas Armeniakon. Das neue Thema zentrierte sich um die Stadt Sebasteia (modern Sivas). Es wird in den Quellen nicht vor dem 10. Jahrhundert erwähnt. Im Jahr 908 erscheint Sebasteia erstmals als kleisoura (Grenzdistrikt), bereits 911 wurde es in den Rang eines vollwertigen Themas erhoben.
Das Thema umfasste die byzantinischen Grenzregionen entlang des nördlichen Verlauf des Euphrats. Mit der Erweiterung des byzantinischen Gebiets nach Osten wurde es nach Süden bis Melitene, Samosata und Tephrike ausgedehnt, so dass es ungefähr mit den römischen Provinzen Armenia Prima, Armenia Secunda und Syria Euphratensis identisch war. Nach der Mitte des 10. Jahrhunderts wurde sein Gebiet durch die Schaffung neuer Themen wieder reduziert.
Im 10. Jahrhundert kam es in der Region zu einem großen Zustrom von Armeniern, die bald zur Bevölkerungsmehrheit wurden. Nach 1019/1021 wurden Sebasteia und das Umland als Lehen an den armenischen Fürsten Seneqerim Johannes im Austausch für das Königreich Vaspurakan gegeben. Ab 1074, nach der byzantinischen Niederlage in der Schlacht von Manzikert, beherrschten die Arzruni das Gebiet als unabhängige Herrscher, bis es von den Seldschuken etwa 1090 eingenommen wurde.